# Marathon féminin aux championnats du monde d'athlétisme 1999
Navigation
Athènes 1997 Edmonton 2001
L'épreuve du marathon féminin des championnats du monde d'athlétisme 1999 s'est déroulée le 27 août 1999 dans les rues de Séville, en Espagne avec une arrivée au Stade olympique. Elle est remportée par la Nord-Coréenne Jong Song-Ok.

## Résultats
| Rang               | Athlète                   | Pays           | Temps           | Notes |
| ------------------ | ------------------------- | -------------- | --------------- | ----- |
| Médaille d'or      | Jong Song-Ok              | Corée du Nord  | 2 h 26 min 59 s | NR    |
| Médaille d'argent  | Ari Ichihashi             | Japon          | 2 h 27 min 02 s | PB    |
| Médaille de bronze | Lidia Simon               | Roumanie       | 2 h 27 min 41 s |       |
| 4                  | Fatuma Roba               | Éthiopie       | 2 h 28 min 04 s |       |
| 5                  | Elfenesh Alemu            | Éthiopie       | 2 h 28 min 52 s | PB    |
| 6                  | Sonja Krolik              | Allemagne      | 2 h 28 min 55 s |       |
| 7                  | Manuela Machado           | Portugal       | 2 h 29 min 11 s |       |
| 8                  | Kayoko Obata              | Japon          | 2 h 29 min 11 s |       |
| 9                  | Claudia Dreher            | Allemagne      | 2 h 29 min 22 s |       |
| 10                 | Kim Chang-Ok              | Corée du Nord  | 2 h 29 min 26 s |       |
| 11                 | Esther Wanjiru            | Kenya          | 2 h 29 min 36 s |       |
| 12                 | Sun Yingjie               | Chine          | 2 h 30 min 12 s | SB    |
| 13                 | Florina Pana              | Roumanie       | 2 h 30 min 28 s |       |
| 14                 | Firiya Sultanova-Zhdanova | Russie         | 2 h 30 min 45 s | PB    |
| 15                 | Ana Isabel Alonso         | Espagne        | 2 h 31 min 38 s |       |
| 16                 | Junko Asari               | Japon          | 2 h 31 min 39 s |       |
| 17                 | Mayumi Ichikawa           | Japon          | 2 h 32 min 01 s |       |
| 18                 | Marie Söderström-Lundberg | Suède          | 2 h 35 min 25 s |       |
| 19                 | Constantina Dita          | Roumanie       | 2 h 36 min 28 s |       |
| 20                 | Silvana Trampuz           | Australie      | 2 h 36 min 49 s |       |
| 21                 | Mónica Pont               | Espagne        | 2 h 36 min 57 s |       |
| 22                 | Manuela Veith             | Allemagne      | 2 h 37 min 24 s |       |
| 23                 | Kerryn McCann             | Australie      | 2 h 38 min 31 s |       |
| 24                 | Anke Laws                 | Allemagne      | 2 h 38 min 57 s |       |
| 25                 | Alina Gherasim            | Roumanie       | 2 h 39 min 29 s |       |
| 26                 | Gadissie Edatto           | Éthiopie       | 2 h 40 min 03 s |       |
| 27                 | Elizabeth Mongudhi        | Namibie        | 2 h 40 min 07 s |       |
| 28                 | Angelines Rodríguez       | Espagne        | 2 h 40 min 10 s |       |
| 29                 | Zinaida Semenova          | Russie         | 2 h 41 min 33 s |       |
| 30                 | Jane Salumäe              | Estonie        | 2 h 41 min 50 s |       |
| 31                 | Fátima Silva              | Portugal       | 2 h 42 min 55 s |       |
| 32                 | Marie Boyd                | États-Unis     | 2 h 44 min 16 s |       |
| 33                 | Maria Luisa Muñoz         | Espagne        | 2 h 45 min 00 s |       |
| 34                 | Lete Yesus Berehe         | Éthiopie       | 2 h 45 min 28 s |       |
| 35                 | Maria Trujillo            | États-Unis     | 2 h 46 min 36 s |       |
| 36                 | Mary Lynn Currier         | États-Unis     | 2 h 48 min 05 s |       |
| 37                 | Mimi Corcoran             | États-Unis     | 2 h 49 min 21 s |       |
| 38                 | Cindy Keeler              | États-Unis     | 2 h 53 min 04 s |       |
| 39                 | Sarah Mahlangu            | Afrique du Sud | 2 h 54 min 12 s |       |
| 40                 | Anna Markelova            | Turkménistan   | 2 h 58 min 04 s | PB    |
| 41                 | Gina Coello               | Honduras       | 2 h 58 min 11 s | NR    |
| 42                 | Gulsara Dadabayeva        | Tadjikistan    | 3 h 23 min 01 s |       |
| —                  | Anuţa Cătună              | Roumanie       | DNF             |       |
| —                  | Yelena Gundelakh          | Russie         | DNF             |       |
| —                  | Nicole Carroll            | Australie      | DNF             |       |
| —                  | Maria Polizou             | Grèce          | DNF             |       |
| —                  | Elizabeth McCaul          | Afrique du Sud | DNF             |       |
| —                  | Abeba Tola                | Éthiopie       | DNF             |       |
| —                  | Christine Mallo           | France         | DNF             |       |
| —                  | Heather Turland           | Australie      | DNF             |       |
| —                  | Irina Timofeyeva          | Russie         | DNF             |       |
| —                  | Franca Fiacconi           | Italie         | DNS             |       |
| —                  | Colleen De Reuck          | Afrique du Sud | DNS             |       |
| —                  | Naoko Takahashi           | Japon          | DNS             |       |

## Légende
Records et Performances
- AR : Record continental (area record)
- CR : Record des championnats (championship record)
- MR : Record du meeting (meet record)
- NR : Record national (national record)
- OR : Record olympique (olympic record)
- PR : Record paralympique (paralympic record)
- PB : Record personnel (personal best)
- SB : Meilleure performance personnelle de la saison (season's best)
- WL : Meilleure performance mondiale de l'année (world leader)
- WJR : Record du monde junior (world junior record)
- WR : Record du monde (world record)

Circonstances et Conditions
- DNF : N'a pas terminé (did not finish)
- DNS : N'a pas pris le départ (did not start)
- DQ : Disqualification (disqualification)
- NM : Aucun essai valable enregistré (No Mark)
- Q : Qualifié « directement » au prochain tour (ou à la prochaine compétition), lors d'une compétition majeure, grâce au classement ou à la réalisation des minima (automatic qualifier)
- q : Qualifié au prochain tour (ou à la prochaine compétition), lors d'une compétition majeure, grâce au repêchage ou à la réalisation de l'une des meilleures performances parmi celles des « non qualifiés directement » (grâce au meilleur temps ou à la meilleure distance par exemple) (secondary qualifier)